# Sangariola
Sangariola  (лат.) — род жуков (Coleoptera) из подсемейства козявок (Galerucinae) в семействе листоедов (Chrysomelidae).

## Описание
Переднеспинка с тремя продольными вдавлениями и с нерезкими поперечными вдавлениями у основания и у переднего края. Надкрылья с правильными рядами точек Задние бёдра слабо утолщённые.

## Систематика
В составе рода:
- Sangariola fortunei
- Sangariola hirashimai
- Sangariola punctatostriata